# Pari
Pari er kurs 100 på værdipapirer, dvs. at værdipapirets værdi er lig med papirets pålydende værdi.
F.eks.: Et pantebrev med pålydende værdi på 32.500 kr. indfries til kurs pari. Det betyder, at låntager betaler 32.500 kr. kontant (+ påløbne renter siden seneste termin).
| Økonomi | Spire Denne artikel om økonomi er en spire som bør udbygges. Du er velkommen til at hjælpe Wikipedia ved at udvide den. |